# Kleindöllner See
Der Kleindöllner See, auch Kleiner Döllnsee, älter auch Kleiner Dölln-See ist ein kleiner, natürlicher See in der Schorfheide im nördlichen Brandenburg. Der See liegt vollständig auf dem Gebiet des Ortsteils Groß Dölln (Stadt Templin, Landkreis Uckermark), aber hart an der Grenze zum Landkreis Barnim. Er ist Teil des Naturschutzgebietes Bollwinwiesen/Großer Gollinsee und liegt damit im Biosphärenreservat Schorfheide-Chorin.

## Geographische Lage und Hydrographie
Der See liegt auf der Gemarkung des Ortes Bebersee, der 1960 zunächst nach Groß Dölln eingemeindet wurde. Seit der Eingliederung von Groß Dölln 2003 in die Stadt Templin ist Bebersee nur noch ein Gemeindeteil von Groß Dölln. Direkt am Südufer liegt der Gemeindeteil Döllner Heide, ca. 200 m östlich der Wohnplatz Klein Dölln, beide Orte gehören zum Ortsteil Groß Schönebeck der Gemeinde Schorfheide, und damit bereits zum Landkreis Barnim. Der letztere Wohnplatz ist nicht zu verwechseln mit dem Gemeindeteil Klein Dölln im Ortsteil Groß Dölln der Stadt Templin, der nur ca. 6 km Luftlinie entfernt liegt.
Der See ist 27,7 ha groß, sein Wasserspiegel liegt auf 55,7 m ü. NHN. Nahe dem östlichen Ende tritt von Norden her das Döllnfließ in der See, und verlässt ihn am nordwestlichen Ende wieder. Der Uferstreifen ist völlig bewaldet. Der See ist stabil geschichtet, und der Trophie-Index wird vom Gewässerkataster mit 2,5 angegeben, das entspricht dem Grenzbereich von meso- zu eutroph.

## Geschichte
Der See wird bereits 1514 in einer Lagebezeichnung verwendet, hier heißt es: am kleinen Dellen, und 1590 in einer weiteren Lagebezeichnung am Lüttken Dellen. 1622 wird er Der Kleine Dellen genannt. Das Urmesstischblatt von 1826 verzeichnet ihn als Kl. Doelln See. Der Name ist von einer altpolabischen Grundform *Dol'n- zu *dol = Tal, Grube, Vertiefung abzuleiten. Er bezeichnet damit meist Gewässer in Niederungen. Die Schreibweisen mit e oder auch ö sind als Eindeutschungen, zu mittelniederdeutsch delle, dölle, flache, kleinere Bodensenkung im Gelände zu interpretieren.